# Ashley Marshall
Ashley Marshall (sinh ngày 10 tháng 9 năm 1993) là một vận động viên chạy nước rút người Mỹ đại diện cho Barbados.

## Chuyên nghiệp
Ashley Marshall đã lập kỷ lục Barbados 60 mét về điền kinh tại Đại học Washington Huskies vào tháng 2/2016. Marshall đã xếp hạng 27 Giải vô địch trong nhà thế giới IAAF - 60 mét nữ năm 2016 chạy 7,38.

## UC Davis
Marshall giành được ba giải vận động viên điền kinh của năm (2013, 2014, 2015) do Hội nghị Big West trao tặng.

## Chuẩn bị
Một phèn năm 2011 của trường trung học Rancho Verde. Với tư cách là một học sinh cuối cấp, Marshall đã xếp hạng 3 trong trận chung kết liên bang California với 11,91 chướng ngại vật trong 100 mét. Marshall giành được danh hiệu Phần phía Nam năm 2011 với sự hỗ trợ của gió 11.7. Vào năm 2010, đội 4x100 của cô đã kiếm được bạc tại Đại hội Thể thao USATF Junior.